# Pomi
Pomi – wieś w Rumunii, w okręgu Satu Mare, w gminie Pomi. W 2011 roku liczyła 984 mieszkańców. 